# Inneboende
En inneboende är en person som hyr eller på annat sätt får nyttja ett rum i någon annans bostad under en längre tid, till skillnad mot gäster som endast vistas där tillfälligt. Vid gymnasiestudier som sker relativt långt bort från elevens tillfälliga hemort, eller på grund av långa resvägar till skolan, förekommer boendeformen som ett alternativ till eget boende eller boende på internat. Skillnaden gentemot andrahandshyresgäster är att den inneboende inte självständigt disponerar hela bostaden utan att hyresvärden tvärtom själv också bor i densamma.

## Bostadsbrist och trångboddhet
Trångboddhet, bostadsbrist och bostadsnöd rådde i de flesta storstäder under slutet av 1800-talet. Trots att de nybyggda lägenheterna var små och inte så dyra att hyra hade många ändå svårt att få ihop pengar till hyra och mat. Ett sätt att klara utgifterna var att ha en inneboende. Det var en person som betalade för att få låna en säng att sova i. Ibland delades sängplats mellan flera personer. Den ene sov på dagen, den andre på natten. Hade man en inneboende blev det något lättare att betala hyran. Men det blev ännu mindre plats i bostaden.
Ett exempel för extrem trångboddhet och uthyrning till inneboende är bostadshuset Skinnarviken 1 på Södermalm i Stockholm. År 1885 bodde 54 vuxna med 80 barn i husets 28 ettrums-lägenheter, av dem var elva inneboende vuxna med två inneboende barn. Maskinuppsättaren Johan Berg hade den största familjen. I den lilla ettan om drygt 20 m² bodde han tillsammans med hustru, åtta barn, och två inneboende.

## Husligt anställda
Termen inneboende används ofta om husligt anställd, som till exempel barnflicka, hembiträde eller eventuellt betjänt som bor i ett rum i sin arbetsgivares bostad under stora delar av året. Termen används i dessa fall vare sig de går i någon form av skola-kurs parallellt med arbetet eller inte. Även en au pair brukar räknas som en inneboende i värdfamiljen.

## Rumskompis
Rumskompis eller lägenhetskompis kallas det ofta, när den inneboende och dennes hyresvärd delvis delar hushåll och delar på boendekostnaderna på ett relativt jämlikt sätt. Rumskompisar kan dock också avse folk som rent formellt också delar på ett hyreskontrakt utan att ingå i en gemensam familjebildning.